# Lepenac
A Lepenac (macedónul Лепенец) folyó Szerbia és Észak-Macedónia területén, a Vardar bal oldali mellékfolyója. 
A folyó a Žar hegyen, Kosovón ered, Štrpce helységtől 10 km-re nyugatra. A Kačaniki-szoroson keresztül folyik át Észak-Macedóniába, és Szkopjenál torkollik a Vardarba.
Hossza 73 km, ebből kb. 15 km esik Észak-Macedóniára. Vízgyűjtő területe 655 km². 
Mellékfolyója a Nerodimka.